# Wereldbeker alpineskiën 2010/2011
Het FIS wereldbeker alpineskiën seizoen 2010/2011 was het 45e seizoen sinds 1966/1967 en werd op zaterdag 23 oktober 2010 traditioneel geopend met de reuzenslalom voor vrouwen in het Oostenrijkse skioord Sölden in Tirol. Een dag later begonnen ook de mannen hun seizoen met eveneens de reuzenslalom in Sölden. Het seizoen werd op zondag 20 maart 2011 afgesloten met een teamwedstrijd in het Zwitserse Lenzerheide.
Het hoogtepunt van het seizoen waren de wereldkampioenschappen alpineskiën van 8 tot en met 20 februari 2011 in Garmisch-Partenkirchen. De resultaten die bij de wereldkampioenschappen werden behaald telden niet mee voor de wereldbeker.
Op 2 januari vond in het Olympiapark van München onder de naam City Event een Parallelslalom plaats. Tot deze wedstrijd werden de beste 16 mannen en vrouwen van het algemeen klassement toegelaten, de uitslag van deze wedstrijd telde mee voor het algemeen klassement maar niet voor een van de klassementen per discipline.
De alpineskiër die op het einde van het seizoen de meeste punten had verzameld, won de algemene wereldbeker. Ook per discipline werd een apart wereldbekerklassement opgemaakt. De Kroaat Ivica Kostelić en de Duitse Maria Riesch wonnen de algemene wereldbeker.

## Mannen

### Kalender
| Datum                                                                                                   | Plaats        | Onderdeel       | Eerste                             | Tweede                            | Derde                    |
| --- | ------------- | --------------- | ---------------------------------- | --------------------------------- | ------------------------ |
| 24/10/2010                                                                                              | Sölden        | Reuzenslalom    | Afgelast                           | Afgelast                          | Afgelast                 |
| 14/11/2010                                                                                              | Levi          | Slalom          | Jean-Baptiste Grange               | André Myhrer                      | Ivica Kostelić           |
| 27/11/2010                                                                                              | Lake Louise   | Afdaling        | Michael Walchhofer                 | Mario Scheiber Aksel Lund Svindal |                          |
| 28/11/2010                                                                                              | Lake Louise   | Super G         | Tobias Grünenfelder                | Carlo Janka                       | Romed Baumann            |
| 03/12/2010                                                                                              | Beaver Creek  | Afdaling        | Afgelast                           | Afgelast                          | Afgelast                 |
| 04/12/2010                                                                                              | Beaver Creek  | Super G         | Georg Streitberger                 | Adrien Théaux                     | Didier Cuche             |
| 05/12/2010                                                                                              | Beaver Creek  | Reuzenslalom    | Ted Ligety                         | Kjetil Jansrud                    | Marcel Hirscher          |
| 11/12/2010                                                                                              | Val-d'Isère   | Reuzenslalom    | Ted Ligety                         | Aksel Lund Svindal                | Massimiliano Blardone    |
| 12/12/2010                                                                                              | Val-d'Isère   | Slalom          | Marcel Hirscher                    | Benjamin Raich                    | Steve Missillier         |
| 17/12/2010                                                                                              | Val Gardena   | Super G         | Michael Walchhofer                 | Stephan Keppler                   | Erik Guay                |
| 18/12/2010                                                                                              | Val Gardena   | Afdaling        | Silvan Zurbriggen                  | Romed Baumann                     | Didier Cuche             |
| 19/12/2010                                                                                              | Alta Badia    | Reuzenslalom    | Ted Ligety                         | Cyprien Richard                   | Thomas Fanara            |
| 29/12/2010                                                                                              | Bormio        | Afdaling        | Michael Walchhofer                 | Silvan Zurbriggen                 | Christof Innerhofer      |
| 02/01/2011                                                                                              | München       | Parallelslalom  | Ivica Kostelić                     | Julien Lizeroux                   | Bode Miller              |
| 06/01/2011                                                                                              | Zagreb        | Slalom          | André Myhrer                       | Ivica Kostelić                    | Mattias Hargin           |
| 08/01/2011                                                                                              | Adelboden     | Reuzenslalom    | Aksel Lund Svindal Cyprien Richard |                                   | Thomas Fanara            |
| 09/01/2011                                                                                              | Adelboden     | Slalom          | Ivica Kostelić                     | Marcel Hirscher                   | Reinfried Herbst         |
| 14/01/2011                                                                                              | Wengen        | Supercombinatie | Ivica Kostelić                     | Carlo Janka                       | Aksel Lund Svindal       |
| 15/01/2011                                                                                              | Wengen        | Afdaling        | Klaus Kröll                        | Didier Cuche                      | Carlo Janka              |
| 16/01/2011                                                                                              | Wengen        | Slalom          | Ivica Kostelić                     | Marcel Hirscher                   | Jean-Baptiste Grange     |
| 21/01/2011                                                                                              | Kitzbühel     | Super G         | Ivica Kostelić                     | Georg Streitberger                | Aksel Lund Svindal       |
| 22/01/2011                                                                                              | Kitzbühel     | Afdaling        | Didier Cuche                       | Bode Miller                       | Adrien Théaux            |
| 23/01/2011                                                                                              | Kitzbühel     | Slalom          | Jean-Baptiste Grange               | Ivica Kostelić                    | Giuliano Razzoli         |
| 22-23/01/2011                                                                                           | Kitzbühel     | Supercombinatie | Ivica Kostelić                     | Silvan Zurbriggen                 | Romed Baumann            |
| 25/01/2011                                                                                              | Schladming    | Slalom          | Jean-Baptiste Grange               | André Myhrer                      | Mattias Hargin           |
| 29/01/2011                                                                                              | Chamonix      | Afdaling        | Didier Cuche                       | Dominik Paris                     | Klaus Kröll              |
| 30/01/2011                                                                                              | Chamonix      | Supercombinatie | Ivica Kostelić                     | Natko Zrnčić-Dim                  | Aksel Lund Svindal       |
| 05/02/2011                                                                                              | Hinterstoder  | Super G         | Hannes Reichelt                    | Benjamin Raich                    | Bode Miller              |
| 06/02/2011                                                                                              | Hinterstoder  | Reuzenslalom    | Philipp Schörghofer                | Kjetil Jansrud                    | Carlo Janka              |
| 8 tot en met 20 februari: Wereldkampioenschappen alpineskiën 2011 (tellen niet mee voor de wereldbeker) |               |                 |                                    |                                   |                          |
| 26/02/2011                                                                                              | Bansko        | Supercombinatie | Christof Innerhofer                | Felix Neureuther                  | Thomas Mermillod Blondin |
| 27/02/2011                                                                                              | Bansko        | Slalom          | Mario Matt                         | Reinfried Herbst                  | Jean-Baptiste Grange     |
| 05/03/2011                                                                                              | Kranjska Gora | Reuzenslalom    | Carlo Janka                        | Alexis Pinturault                 | Ted Ligety               |
| 06/03/2011                                                                                              | Kranjska Gora | Slalom          | Mario Matt                         | Nolan Kasper Axel Bäck            |                          |
| 11/03/2011                                                                                              | Kvitfjell     | Afdaling        | Beat Feuz                          | Erik Guay                         | Michael Walchhofer       |
| 12/03/2011                                                                                              | Kvitfjell     | Afdaling        | Michael Walchhofer                 | Klaus Kröll                       | Beat Feuz                |
| 13/03/2011                                                                                              | Kvitfjell     | Super G         | Didier Cuche                       | Klaus Kröll                       | Joachim Puchner          |
| 16/03/2011                                                                                              | Lenzerheide   | Afdaling        | Adrien Théaux                      | Joachim Puchner                   | Aksel Lund Svindal       |
| 17/03/2011                                                                                              | Lenzerheide   | Super G         | Afgelast                           | Afgelast                          | Afgelast                 |
| 18/03/2011                                                                                              | Lenzerheide   | Reuzenslalom    | Afgelast                           | Afgelast                          | Afgelast                 |
| 19/03/2011                                                                                              | Lenzerheide   | Slalom          | Giuliano Razzoli                   | Mario Matt                        | Felix Neureuther         |

### Eindstanden
| Algemene wereldbeker | Algemene wereldbeker | Algemene wereldbeker | Algemene wereldbeker |
| #                    | Skiër                | Land                 | Punten               |
| -------------------- | -------------------- | -------------------- | -------------------- |
| 1                    | Ivica Kostelić       | CRO                  | 1356                 |
| 2                    | Didier Cuche         | SUI                  | 956                  |
| 3                    | Carlo Janka          | SUI                  | 793                  |
| 4                    | Aksel Lund Svindal   | NOR                  | 789                  |
| 5                    | Michael Walchhofer   | AUT                  | 727                  |

| Combinatie | Combinatie          | Combinatie | Combinatie |
| #          | Skiër               | Land       | Punten     |
| ---------- | ------------------- | ---------- | ---------- |
| 1          | Ivica Kostelić      | CRO        | 345        |
| 2          | Christof Innerhofer | ITA        | 219        |
| 3          | Kjetil Jansrud      | NOR        | 145        |
| 4          | Silvan Zurbriggen   | SUI        | 143        |
| 5          | Aksel Lund Svindal  | NOR        | 120        |

| Afdaling | Afdaling           | Afdaling | Afdaling |
| #        | Skiër              | Land     | Punten   |
| -------- | ------------------ | -------- | -------- |
| 1        | Didier Cuche       | SUI      | 510      |
| 2        | Michael Walchhofer | AUT      | 498      |
| 3        | Klaus Kröll        | AUT      | 411      |
| 4        | Silvan Zurbriggen  | SUI      | 305      |
| 5        | Romed Baumann      | AUT      | 269      |

| Super G | Super G            | Super G | Super G |
| #       | Skiër              | Land    | Punten  |
| ------- | ------------------ | ------- | ------- |
| 1       | Didier Cuche       | SUI     | 291     |
| 2       | Georg Streitberger | AUT     | 227     |
| 3       | Ivica Kostelić     | CRO     | 223     |
| 4       | Michael Walchhofer | AUT     | 214     |
| 5       | Hannes Reichelt    | AUT     | 207     |

| Slalom | Slalom               | Slalom | Slalom |
| #      | Skiër                | Land   | Punten |
| ------ | -------------------- | ------ | ------ |
| 1      | Ivica Kostelić       | CRO    | 478    |
| 2      | Jean-Baptiste Grange | FRA    | 442    |
| 3      | André Myhrer         | SWE    | 423    |
| 4      | Mario Matt           | AUT    | 407    |
| 5      | Marcel Hirscher      | AUT    | 326    |

| Reuzenslalom | Reuzenslalom       | Reuzenslalom | Reuzenslalom |
| #            | Skiër              | Land         | Punten       |
| ------------ | ------------------ | ------------ | ------------ |
| 1            | Ted Ligety         | USA          | 383          |
| 2            | Aksel Lund Svindal | NOR          | 306          |
| 3            | Cyprien Richard    | FRA          | 303          |
| 4            | Kjetil Jansrud     | NOR          | 240          |
| 5            | Carlo Janka        | SUI          | 235          |

## Vrouwen

### Kalender
| Datum                                                                                                   | Plaats            | Onderdeel       | Eerste                                            | Tweede                                            | Derde                                             |
| --- | ----------------- | --------------- | ------------------------------------------------- | ------------------------------------------------- | ------------------------------------------------- |
| 23/10/2010                                                                                              | Sölden            | Reuzenslalom    | Viktoria Rebensburg                               | Kathrin Hölzl                                     | Manuela Mölgg                                     |
| 13/11/2010                                                                                              | Levi              | Slalom          | Marlies Schild                                    | Maria Riesch                                      | Tanja Poutiainen                                  |
| 27/11/2010                                                                                              | Aspen             | Reuzenslalom    | Tessa Worley                                      | Viktoria Rebensburg                               | Kathrin Hölzl                                     |
| 28/11/2010                                                                                              | Aspen             | Slalom          | Maria Pietilä-Holmner                             | Maria Riesch                                      | Tanja Poutiainen                                  |
| 03/12/2010                                                                                              | Lake Louise       | Afdaling        | Maria Riesch                                      | Lindsey Vonn                                      | Elisabeth Görgl                                   |
| 04/12/2010                                                                                              | Lake Louise       | Afdaling        | Maria Riesch                                      | Lindsey Vonn                                      | Dominique Gisin                                   |
| 05/12/2010                                                                                              | Lake Louise       | Super G         | Lindsey Vonn                                      | Maria Riesch                                      | Julia Mancuso                                     |
| 11/12/2010                                                                                              | Sankt Moritz      | Super G         | Afgebroken                                        | Afgebroken                                        | Afgebroken                                        |
| 12/12/2010                                                                                              | Sankt Moritz      | Reuzenslalom    | Tessa Worley                                      | Tanja Poutiainen                                  | Tina Maze                                         |
| 17/12/2010                                                                                              | Val-d'Isère       | Super G         | Afgelast                                          | Afgelast                                          | Afgelast                                          |
| 18/12/2010                                                                                              | Val-d'Isère       | Afdaling        | Lindsey Vonn                                      | Nadja Kamer                                       | Lara Gut                                          |
| 19/12/2010                                                                                              | Val-d'Isère       | Supercombinatie | Lindsey Vonn                                      | Elisabeth Görgl                                   | Nicole Hosp                                       |
| 21/12/2010                                                                                              | Courchevel        | Slalom          | Marlies Schild                                    | Tanja Poutiainen                                  | Tina Maze                                         |
| 28/12/2010                                                                                              | Semmering         | Reuzenslalom    | Tessa Worley                                      | Maria Riesch                                      | Kathrin Hölzl                                     |
| 29/12/2010                                                                                              | Semmering         | Slalom          | Marlies Schild                                    | Maria Riesch                                      | Christina Geiger                                  |
| 02/01/2011                                                                                              | München           | Parallelslalom  | Maria Pietilä-Holmner                             | Tina Maze                                         | Elisabeth Görgl                                   |
| 04/01/2011                                                                                              | Zagreb            | Slalom          | Marlies Schild                                    | Maria Riesch                                      | Manuela Mölgg                                     |
| 08/01/2011                                                                                              | Zauchensee        | Afdaling        | Lindsey Vonn                                      | Anja Pärson                                       | Anna Fenninger                                    |
| 09/01/2011                                                                                              | Zauchensee        | Super G         | Lara Gut                                          | Lindsey Vonn                                      | Dominique Gisin                                   |
| 11/01/2011                                                                                              | Flachau           | Slalom          | Maria Riesch Tanja Poutiainen                     |                                                   | Nastasia Noens                                    |
| 15/01/2011                                                                                              | Maribor           | Reuzenslalom    | Afgebroken vanwege hoge temperaturen              | Afgebroken vanwege hoge temperaturen              | Afgebroken vanwege hoge temperaturen              |
| 16/01/2011                                                                                              | Maribor           | Slalom          | Afgelast vanwege hoge temperaturen                | Afgelast vanwege hoge temperaturen                | Afgelast vanwege hoge temperaturen                |
| 21/01/2011                                                                                              | Cortina d'Ampezzo | Super G         | Lindsey Vonn                                      | Anja Pärson                                       | Anna Fenninger                                    |
| 22/01/2011                                                                                              | Cortina d'Ampezzo | Afdaling        | Maria Riesch                                      | Julia Mancuso                                     | Lindsey Vonn                                      |
| 23/01/2011                                                                                              | Cortina d'Ampezzo | Super G         | Lindsey Vonn                                      | Maria Riesch                                      | Lara Gut                                          |
| 29/01/2011                                                                                              | Sestriere         | Afdaling        | Afgelast vanwege slecht zicht en hevige sneeuwval | Afgelast vanwege slecht zicht en hevige sneeuwval | Afgelast vanwege slecht zicht en hevige sneeuwval |
| 30/01/2011                                                                                              | Sestriere         | Supercombinatie | Afgelast vanwege slecht zicht en hevige sneeuwval | Afgelast vanwege slecht zicht en hevige sneeuwval | Afgelast vanwege slecht zicht en hevige sneeuwval |
| 04/02/2011                                                                                              | Arber-Zwiesel     | Slalom          | Marlies Schild                                    | Veronika Zuzulová                                 | Tanja Poutiainen                                  |
| 06/02/2011                                                                                              | Arber-Zwiesel     | Reuzenslalom    | Viktoria Rebensburg                               | Federica Brignone                                 | Kathrin Zettel                                    |
| 8 tot en met 20 februari: Wereldkampioenschappen alpineskiën 2011 (tellen niet mee voor de wereldbeker) |                   |                 |                                                   |                                                   |                                                   |
| 25/02/2011                                                                                              | Åre               | Supercombinatie | Maria Riesch                                      | Tina Maze                                         | Elisabeth Görgl                                   |
| 26/02/2011                                                                                              | Åre               | Afdaling        | Lindsey Vonn                                      | Tina Maze                                         | Maria Riesch                                      |
| 27/02/2011                                                                                              | Åre               | Super G         | Maria Riesch                                      | Lindsey Vonn                                      | Julia Mancuso                                     |
| 04/03/2011                                                                                              | Tarvisio          | Supercombinatie | Tina Maze                                         | Lindsey Vonn                                      | Maria Riesch                                      |
| 05/03/2011                                                                                              | Tarvisio          | Afdaling        | Anja Pärson                                       | Lindsey Vonn                                      | Elisabeth Görgl                                   |
| 06/03/2011                                                                                              | Tarvisio          | Super G         | Lindsey Vonn                                      | Julia Mancuso                                     | Maria Riesch                                      |
| 11/03/2011                                                                                              | Špindlerův Mlýn   | Reuzenslalom    | Viktoria Rebensburg                               | Denise Karbon                                     | Lindsey Vonn                                      |
| 12/03/2011                                                                                              | Špindlerův Mlýn   | Slalom          | Marlies Schild                                    | Kathrin Zettel                                    | Tina Maze                                         |
| 16/03/2011                                                                                              | Lenzerheide       | Afdaling        | Julia Mancuso                                     | Lara Gut                                          | Elisabeth Görgl                                   |
| 17/03/2011                                                                                              | Lenzerheide       | Super G         | Afgelast                                          | Afgelast                                          | Afgelast                                          |
| 18/03/2011                                                                                              | Lenzerheide       | Slalom          | Tina Maze                                         | Marlies Schild                                    | Veronika Zuzulová                                 |
| 19/03/2011                                                                                              | Lenzerheide       | Reuzenslalom    | Afgelast                                          | Afgelast                                          | Afgelast                                          |

### Eindstanden
| Algemene wereldbeker | Algemene wereldbeker | Algemene wereldbeker | Algemene wereldbeker |
| #                    | Skiër                | Land                 | Punten               |
| -------------------- | -------------------- | -------------------- | -------------------- |
| 1                    | Maria Riesch         | GER                  | 1728                 |
| 2                    | Lindsey Vonn         | USA                  | 1725                 |
| 3                    | Tina Maze            | SLO                  | 1139                 |
| 4                    | Elisabeth Görgl      | AUT                  | 992                  |
| 5                    | Julia Mancuso        | USA                  | 976                  |

| Combinatie | Combinatie      | Combinatie | Combinatie |
| #          | Skiër           | Land       | Punten     |
| ---------- | --------------- | ---------- | ---------- |
| 1          | Lindsey Vonn    | USA        | 220        |
| 2          | Tina Maze       | SLO        | 212        |
| 3          | Maria Riesch    | GER        | 205        |
| 4          | Elisabeth Görgl | AUT        | 185        |
| 5          | Nicole Hosp     | AUT        | 112        |

| Afdaling | Afdaling        | Afdaling | Afdaling |
| #        | Skiër           | Land     | Punten   |
| -------- | --------------- | -------- | -------- |
| 1        | Lindsey Vonn    | USA      | 600      |
| 2        | Maria Riesch    | GER      | 457      |
| 3        | Elisabeth Görgl | AUT      | 273      |
| 4        | Julia Mancuso   | USA      | 267      |
| 5        | Anja Pärson     | SWE      | 263      |

| Super G | Super G       | Super G | Super G |
| #       | Skiër         | Land    | Punten  |
| ------- | ------------- | ------- | ------- |
| 1       | Lindsey Vonn  | USA     | 560     |
| 2       | Maria Riesch  | GER     | 389     |
| 3       | Julia Mancuso | USA     | 315     |
| 4       | Lara Gut      | SUI     | 272     |
| 5       | Anja Pärson   | SWE     | 182     |

| Slalom | Slalom                | Slalom | Slalom |
| #      | Skiër                 | Land   | Punten |
| ------ | --------------------- | ------ | ------ |
| 1      | Marlies Schild        | AUT    | 680    |
| 2      | Tanja Poutiainen      | FIN    | 511    |
| 3      | Maria Riesch          | GER    | 470    |
| 4      | Maria Pietilä-Holmner | SWE    | 382    |
| 5      | Veronika Zuzulová     | SVK    | 362    |

| Reuzenslalom | Reuzenslalom        | Reuzenslalom | Reuzenslalom |
| #            | Skiër               | Land         | Punten       |
| ------------ | ------------------- | ------------ | ------------ |
| 1            | Viktoria Rebensburg | GER          | 435          |
| 2            | Tessa Worley        | ITA          | 358          |
| 3            | Tanja Poutiainen    | FIN          | 240          |
| 4            | Elisabeth Görgl     | AUT          | 236          |
| 5            | Federica Brignone   | ITA          | 212          |

## Landenwedstrijd
| Datum      | Plaats      | Onderdeel | Eerste                                                                                                  | Tweede                                                                                                  | Derde |
| ---------- | ----------- | --------- | --- | --- | --- |
| 20/03/2011 | Lenzerheide | Team      | Duitsland Viktoria Rebensburg Maria Riesch Susanne Riesch Fritz Dopfer Stephan Keppler Felix Neureuther | Italië Federica Brignone Giulia Gianesini Denise Karbon Cristian Deville Manfred Mölgg Giuliano Razzoli | Oostenrijk Anna Fenninger Elisabeth Görgl Michaela Kirchgasser Romed Baumann Hannes Reichelt Philipp Schörghofer |

## Landenklassementen
| Algemene wereldbeker landen | Algemene wereldbeker landen | Algemene wereldbeker landen | Algemene wereldbeker landen |
| #                           | Land                        | Punten                      |                             |
| --------------------------- | --------------------------- | --------------------------- | --------------------------- |
| 1                           | Oostenrijk                  | 10644                       |                             |
| 2                           | Zwitserland                 | 6576                        |                             |
| 3                           | Italië                      | 5488                        |                             |
| 4                           | Frankrijk                   | 5119                        |                             |
| 5                           | Verenigde Staten            | 4931                        |                             |

| Landenklassement mannen | Landenklassement mannen | Landenklassement mannen | Landenklassement mannen |
| #                       | Land                    | Punten                  |                         |
| ----------------------- | ----------------------- | ----------------------- | ----------------------- |
| 1                       | Oostenrijk              | 5804                    |                         |
| 2                       | Zwitserland             | 4264                    |                         |
| 3                       | Italië                  | 3196                    |                         |
| 4                       | Frankrijk               | 3066                    |                         |
| 5                       | Zweden                  | 1708                    |                         |

| Landenklassement vrouwen | Landenklassement vrouwen | Landenklassement vrouwen | Landenklassement vrouwen |
| #                        | Land                     | Punten                   |                          |
| ------------------------ | ------------------------ | ------------------------ | ------------------------ |
| 1                        | Oostenrijk               | 4840                     |                          |
| 2                        | Duitsland                | 3680                     |                          |
| 3                        | Verenigde Staten         | 3436                     |                          |
| 4                        | Zwitserland              | 2312                     |                          |
| 5                        | Italië                   | 2292                     |                          |